# Woiwodschaft Krakau (1920–1939)
Die Woiwodschaft Krakau (polnisch Województwo Krakowskie) war in den Jahren 1920 bis 1939 eine Woiwodschaft der Zweiten Polnischen Republik. Der Sitz der Verwaltung und die Hauptstadt war Krakau.

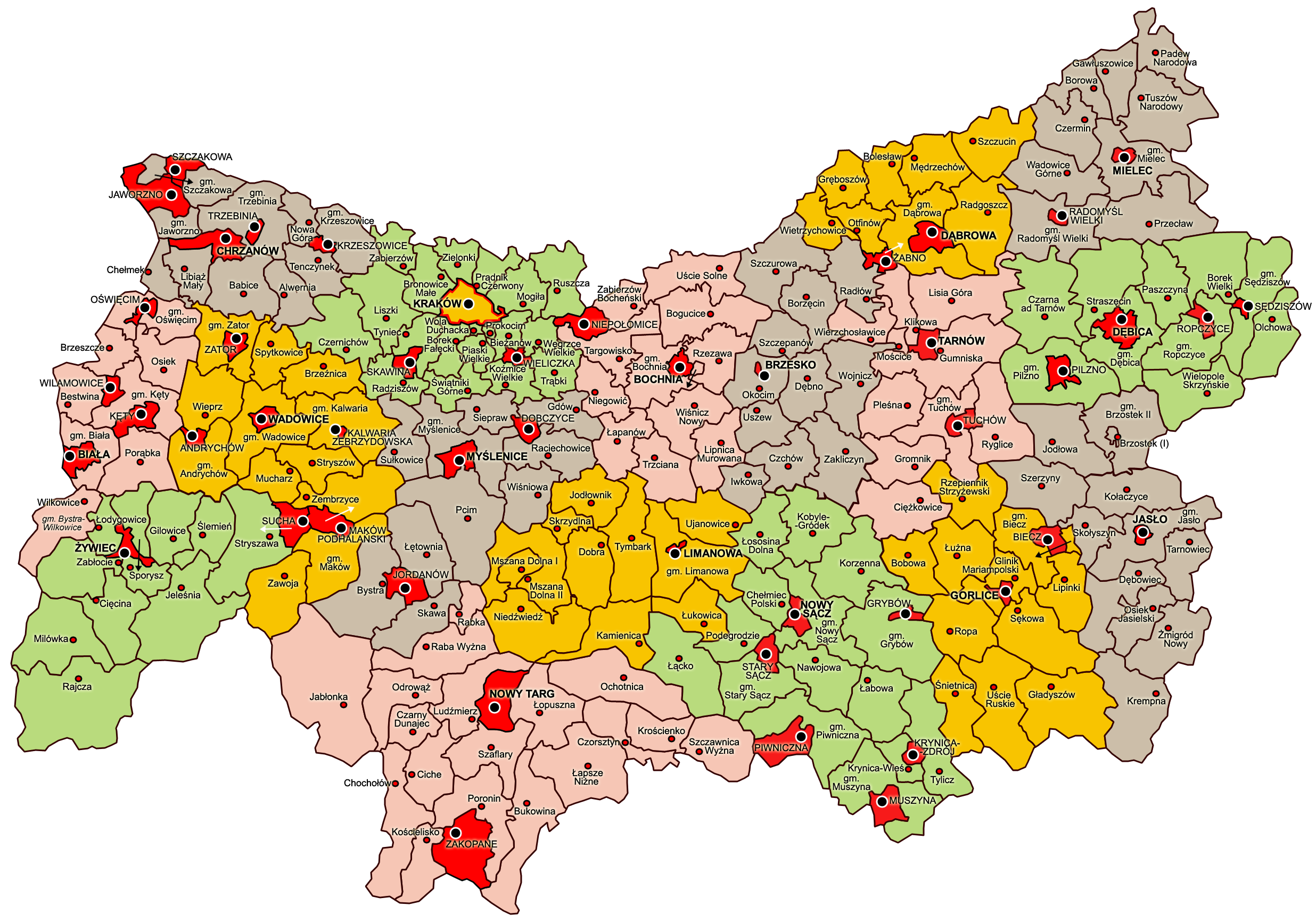
Verwaltungs-Karte, 1939

## Lage und Größe
Die Woiwodschaft mit den Städten Krakau, Tarnów, Nowy Sącz, Jaworzno, Oświęcim, Chrzanów, Bochnia und Jasło erstreckte sich über den westlichen Teil von Südpolen. Durch die Zuordnung der polnischen Zips und der Orawa änderten sich zum 1938 die Grenzen der Woiwodschaft, zu Beginn des Jahres 1939 umfasste sie dann eine Fläche von 17.560 km².
Sie grenzte im Westen an die Woiwodschaft Schlesien, im Norden an die Woiwodschaft Kielce, im Osten an die Woiwodschaft Lwów und im Süden an die Tschechoslowakei.
Im nördlichen Teil war die Landschaft hügelig und im Süden gebirgig (Tatragebirge und Westbeskiden). Nach den statistischen Angaben vom 1. Januar 1937 waren 20,9 % der Landfläche von Wald bewachsen, nur geringfügig weniger als die 22,2 % im staatlichen Durchschnitt.
1921 umfasste die Woiwodschaft eine Fläche von 17.448 km². Die 83 Städte und 1896 Landgemeinden waren in 22 Powiats gegliedert.

## Bevölkerung
Die Bevölkerungszahl betrug 1921 1,993 Mio., davon 93 % Polen, 4 % Juden (davon etwa 33 % in Krakau) und 2,5 % Ukrainer bzw. Ruthenen (narodowość rusińska in der Volkszählung; es gab 9295 Deutsche, davon 6937 im Powiat Biala, siehe das Lemkenland) und 1931 2,079 Mio. mit etwa gleich gebliebenen Nationalitätenverteilungen. Die große Mehrheit der Bevölkerung (93 %) bildeten die Polen.

## Administrative Unterteilung (1934)
Powiat Biała (Biała Krakowska) bestehend aus den Städten Biała Krakowska, Kęty, Oświęcim und Wilamowice sowie den Gminas:
- Bestwina
- Biała
- Brzeszcze
- Bystra-Wilkowice
- Kęty
- Osiek
- Oświęcim
- Porąbka

Powiat Bochnia bestehend aus den Städten Bochnia und Niepołomice sowie den Gminas:
- Bochnia
- Lipnica Murowana
- Niegowić
- Rzezawa
- Targowisko
- Trzciana
- Uście Solne
- Wiśnicz Nowy
- Zabierzów Bocheński

Powiat Brzesko bestehend aus den Städten Brzesko und Czchów sowie den Gminas:
- Borzęcin
- Czchów
- Dębno
- Iwkowa
- Okocim
- Radłów
- Szczepanów
- Szczurowa
- Uszew
- Wojnicz
- Zakliczyn

Powiat Chrzanów bestehend aus den Städten Chrzanów, Jaworzno, Krzeszowice, Szczakowa und Trzebinia sowie den Gminas:
- Alwerniab
- Babice
- Chelmek
- Dabrowa Narodowa
- Jaworzno
- Libiaz-Maly
- Nowa Góra
- Szczakowa
- Tenczynek
- Trzebinia

Powiat Dąbrowa bestehend aus den Städten Dąbrowa und Żabno sowie den Gminas:
- Bolesław
- Dąbrowa
- Gręboszów
- Mędrzechów
- Otfinów
- Radgoszcz
- Szczucin
- Wietrzychowice

Powiat Gorlice bestehend aus den Städten Gorlice und Biecz sowie den Gminas:
- Biecz
- Bobowa
- Glinik Mariampolski
- Lipinki
- Łużna
- Ropa
- Rzepiennik Strzyżewski
- Sękowa
- Śnietnica
- Uście Gorlickie

Powiat Jasło bestehend aus den Städten Jasło, Brzostek und Osiek sowie den Gminas:
- Brzostek I
- Brzostek II
- Dębowiec
- Jasło
- Jodłowa
- Kołaczyce
- Krempna
- Osiek Jasielski
- Skołyszyn
- Szerzyny
- Tarnowiec
- Żmigród Nowy

Powiat Kraków bestehend aus den Städten Skawina und Wieliczka sowie den Gminas:
- Bieżanów
- Borek Fałęcki
- Bronowice Małe
- Czernichów
- Koźmice Wielkie
- Liszki
- Mogiła
- Piaski Wielkie
- Prądnik Czerwony
- Prokocim
- Radziszów
- Ruszcza
- Świątniki Górne
- Trąbki
- Tyniec
- Węgrzce Wielkie
- Wola Duchacka
- Zabierzów
- Zielonki

Powiat Kraków (Stadt)

Powiat Limanowa bestehend aus der Stadt Limanowa sowie den Gminas:
- Dobra
- Jodłownik
- Kamienica
- Limanowa
- Łukowica
- Mszana Dolna I
- Mszana Dolna II
- Niedźwiedź Skrzydlna
- Tymbark
- Ujanowice

Powiat Mielec bestehend aus den Städten Mielec und Radomyśl Wielki sowie den Gminas:
- Borowa
- Czermin
- Gawłuszowice
- Mielec
- Padew Narodowa
- Przecław
- Radomyśl Wielki
- Tuszów Narodowy
- Wadowice Górne

Powiat Myślenice bestehend aus den Städten Dobczyce, Jordanów und Myślenice sowie den Gminas:
- Bystra
- Gdów
- Łętownia
- Myślenice
- Pcim
- Raciechowice
- Siepraw
- Skawa
- Sułkowice
- Wiśniowa

Powiat Nowy Sącz bestehend aus den Städten Grybów, Krynica, Muszyna, Nowy Sącz, Piwniczna und Stary Sącz sowie den Gminas:
- Chełmiec Polski
- Grybów
- Kobyle-Gródek
- Korzenna
- Krynica-Wieś
- Łabowa
- Łącko
- Łososina Dolna
- Muszyna
- Nawojowa
- Nowy Sącz
- Piwniczna
- Podegrodzie
- Stary Sącz
- Tylicz

Powiat Nowy Targ bestehend aus den Städten Nowy Targ und Zakopane sowie den Gminas:
- Bukowina
- Chochołów
- Ciche
- Czarny Dunajec
- Czorsztyn
- Jabłonka
- Kościelisko
- Krościenko
- Ludźmierz
- Łapsze Niżne
- Łopuszna
- Ochotnica
- Odrowąż
- Poronin
- Raba Wyżna
- Rabka
- Szaflary
- Szczawnica Wyżna

Powiat Ropczyce (bis 1937, danach als Powiat Dębica) bestehend aus den Städten Dębica, Pilzno, Ropczyce und Sędziszów sowie den Gminas:
- Borek Wielki
- Czarna ad Tarnów
- Dębica
- Olchowa
- Paszczyna
- Pilzno
- Ropczyce
- Sędziszów
- Straszęcin
- Wielopole Skrzyńskie

Powiat Tarnów bestehend aus den Städten Ciężkowice, Tarnów und Tuchów sowie den Gminas:
- Ciężkowice
- Gromnik
- Gumniska
- Klikowa
- Lisia Góra
- Mościce
- Pleśna
- Ryglice
- Tuchów
- Wierzchosławice

Powiat Wadowice bestehend aus den Städten Andrychów, Kalwaria Zebrzydowska, Lanckorona, Maków Podhalański, Wadowice und Zator sowie den Gminas:
- Andrychów
- Brzeźnica
- Kalwaria
- Maków
- Mucharz
- Spytkowice
- Stryszów
- Wadowice
- Wieprz
- Zator
- Zawoja
- Zembrzyce

Powiat Żywiec bestehend aus den Städten Sucha und Żywiec sowie den Gminas:
- Cięcina
- Gilowice
- Jeleśnia
- Łodygowice
- Milówka
- Rajcza
- Sporysz
- Stryszawa
- Zabłocie

### Ehemalige Powiate
- Powiat Dębica (ab 1937)
- Powiat Grybów (bis 1932)
- Powiat Makowski (Podhalański) (1924 bis 1932)
- Powiat Oświęcim (bis 1932)
- Powiat Pilzno (bis 1932)
- Powiat Podgórze (bis 1923)
- Powiat Ropczyce (bis 1937)
- Powiat Spisz-Orawa (bis 1925)
- Powiat Wieliczka (bis 1932)

## September 1939 und seine Nachwirkungen
Im September 1939 überfielen deutsche und sowjetische Truppen Polen, wobei das Land und die Woiwodschaft Krakau dem Generalgouvernement sowie später dem Distrikt Galizien unterstellt wurden. Ein westlicher Teil wurde völkerrechtswidrig dem „Großdeutschen Reich“ an die Provinz Oberschlesien (Landkreise Krenau, Bielitz und Saybusch) angeschlossen. Nach 1945 kam der Großteil des Gebiets wieder zurück zu Polen und wurde in die Woiwodschaft Krakau (1945–1975) eingegliedert.